# ピープル・デザイン
ピープルデザイン (PEOPLE DESIGN)は、有限会社フジヤマストア／ネクスタイド・エヴォリューション代表、特定非営利活動法人ピープルデザイン研究所理事長の須藤シンジが提唱する概念。

## 概説
本概念と似たデザイン概念の呼称として、「バリアフリー」や「ユニバーサルデザイン」があるが、これらは障害者向けの機能性を重んじることで、ファッション性を犠牲にする場合がある。ピープルデザインはファッション性を重視し、同時に機能性を兼ね備えているデザインのことをいう。
また、マイノリティといわれる人々との共生を促す「ダイバーシティ」の実現を最終目的とし、少数者の目線で存在する様々な課題を、人々の行動の力で解決するという「行為・行動を発動するためのデザイン」とも定義されている。
提唱者である須藤シンジの実子が、障害を抱えていることをきっかけに、2002年から障害のある人とない人が自然に混ざりあった社会を創るための啓蒙活動を展開している中で、商品だけでなく行動やサービスにもこの言葉を使用。新たなマーケティングのキーワードとして新聞、雑誌、Yahoo辞書等に取り上げられ、オランダTU Delft/デルフト工科大学の2012年MBA下期マスター取得コースにて、ピープルデザインをテーマにした授業がスタートするなど、国内外の教育関連機関からも注目が高まった。
その後、この概念は街づくりのテーマとして使用され始め、提唱者の須藤シンジが代表理事を務める、特定非営利活動法人ピープルデザイン研究所は、2013年度から渋谷区を媒体と捉え、地域の価値向上のための施策を行政連動で展開し始めた。イベントによるプロモーション活動の場には、知的障害を主とする福祉施設利用者の職業体験の要素が強化され、渋谷区内商店会と連動した地域活性化施策等もスタート。渋谷区のシビックプライドやシティキャピタルの向上を目指し、渋谷区役所主催の区民向け講演や、区役所職員研修などにもこの概念が導入されている。
渋谷区に引き続き、2014年7月15日に、神奈川県川崎市と特定非営利活動法人ピープルデザイン研究所が、 ピープルデザインの考え方を活用し、多様な人々が混ざり合い、賑わいのあるダイバーシティ（多様性）のまちづくりを目指し、包括的に連携・協力した取組みを推進するため、対NPOとしては初となる協定を締結。この協定に基づき、2020年東京オリンピック・パラリンピック、 2024年市制100周年を見据えた取組を推進していくと発表した。

## ピープルデザインの定義
"心のバリアフリー" をクリエイティブに実現する思想や方法。
- 第三者への配慮／共存／共生への気づきがある。
- ハンディを解決する、あるいはマイノリティの課題を解決する機能やサービスがある。
- ファッション・インテリアデザインとして洗練されている。

の3つのうち、2つ以上を満たすものと定義している。

## ピープルデザインに関連するプロジェクト
ピープルデザイン研究室
2011年春から慶應義塾大学商学部牛島ゼミにピープルデザイン研究室を立ち上げ、渋谷の街を題材にしたフィールドワークなどを展開している。
特定非営利活動法人ピープルデザイン研究所
2012年4月、特定非営利活動法人シブヤ大学と連携して、特定非営利活動法人ピープルデザイン研究所が創設された。このNPOは渋谷という街をベースに、そこに働く人と集う人々の行動や習慣をデザインすることで、ダイバーシティ/インクルージョンの街作りを目指している。また、「超・福祉」というスローガンを掲げ、従来の慈善活動的な弱者の救済という視点ではなく、むしろ経済発展の領域における提案や展開が特徴となっている。
- 2013年3月16日と17日の二日間、代々木公園イベント広場にて行われた「TOKYO OUTDDOR WEEKEND」に協力・出展。ブースでのハンドバイクの試乗会やコミュニケーションチャームの販売に加え、渋谷区内の福祉作業所と連携し、障害者の就労体験をコーディネート。就労体験では、NPO法人グリーンバードの協力の元、会場内や会場周辺の清掃活動を実施した。
- 2013年、このNPOの活動に賛同したイタリアの自動車製造会社アルファロメオが支援を開始。
- 2013年5月22日に、渋谷区主催の講演会、平和・国際都市 渋谷 講演会「『ピープルデザイン』な渋谷の街づくり」に代表理事の須藤シンジが登壇。その後、渋谷区の職員に対しての研修を、渋谷ヒカリエのクリエイティブスペース「8/」等を会場にして行っている。

コミュニケーションチャーム
6つのアイコンをデザインしたカードに携帯用のチェーンを付けたもので、「おなかに赤ちゃんがいます」というバッチをヒントに開発された。「ハンディがある人をサポートします」「何でも手伝います」という意思のある人に身につけてもらい、街中で困った人はこれを持っている人に話しかける、という社会的なムーブメントをつくっていくためのツール。チャームに使われているゴムひもは、服飾資材メーカーのSHINDOが協賛。また商品の製作からパッケージまでの作業は、渋谷区内の福祉作業所で通う障害者によって行われ、作業所の仕事の創出や工賃アップに協力している。
PEOPLE DESIGN MIXTURE
2012年10月2日から13日、国連大学1FのGEOCを「シブヤのミライ会場」とし、渋谷を拠点に活動する団体に関する展示や、フューチャーセンターやモビリティの試乗会などを行った。同時に、10月2日から4日は、表参道のBA−TSU ART GALLERYを「モビリティのミライ会場」とし、モビリティ×ファッション×アートの展示や、関連企業とのセッションを行った。イベントの目的は、渋谷の街を舞台に、今まで出会っていなかったモノ・ヒト・コト・団体をミックスし、「展示」「セッション（語り合う場）」「イベント」などの形で、シブヤの将来像を考える場をつくること。エコロジー×ハンディキャップ、モビリティ×ファッション、合コン×ゴミひろい等々の意外な組み合わせを提案。出展企業はトヨタ、大和ハウス工業、セグウェイジャパン、ハンドバイクジャパン。ファッションコーディネートは、ファッションブランド「IZREEL」のデザイナー高倉一浩が担当し、アートはアーティストのsenseとkazが担当した。
2013 MIXTURE！PEOPLE DESIGN FES.
3つのジャンルとステージで、「PEOPLE DESIGN」をテーマに、”混ざり合い”を創出するイベントを展開。
1）2013年10月13日と14日、東京都ならびに渋谷区と連携し、東京体育館の屋外スペースにて「スポーツ祭 東京 2013」を盛り上げるべく、下記イベントを展開。
- 渋谷区内の福祉作業所とNPO法人green birdとのコラボレーションによる、東京体育館周辺のゴミ拾い活動。
- 障害者就労を支援しているキッチンカー「SHIBUYA PARK CAFE」とのコラボレーションで、飲食を楽しむ場を提供。
- ハンドバイクの試乗会や、セグウェイの試乗会（地域モビリティ検討コミュニティ「QUOMO（クオモ）」とのコラボレーション）を開催。
- 「すごろくや」とのコラボレーションで、カード遊びスペースを設け、来場者の高齢者とこどもたちの対話のスペースを用意。
- こどもと大人が平等の遊び場「asobi基地」を用意。
- ブラインドサッカー体験会を開催し、障害者アスリートとこどもたちの触れ合いの場を用意。

2）2013年10月17日、渋谷のシアター・イメージフォーラムで行われた、「第4回 東京ごはん映画祭」内で上映開始された映画「eatrip」にて、視覚障害者にも映画を耳で聞いて楽しんでもらえる、「耳で観る上映会」を開催。また、パイオニア株式会社の協力で、当日の全ての上映作品にて、音を振動によって伝え、聴覚障害者にも映画を“カラダ”で楽しんでもらえる「カラダで観る上映会」も開催。
3）11月4日、渋谷パルコにて、全国の障害者によってつくられたオシャレなアイテムをセレクトし、店頭で販売を行った。また、就労支援キッチンカーの「SHIBUYA PARK CAFE」の出店、トークショー、人形劇、ワークショップなども開催。
ピープルデザイン川崎プロジェクト
2014年7月15日、神奈川県川崎市が、ピープルデザインの考え方を活用し、多様な人々が混ざり合い、賑わいのあるダイバーシティ（多様性）のまちづくりを目指し、連携・協力を推進するため、特定非営利活動法人ピープルデザイン研究所と包括協定を締結。福田市長を本部長として、庁内横断のピープルデザイン推進組織を立ち上げ、2020年東京オリンピック・パラリンピックや、2024年市制100周年を見据えて、「ヒトづくり」、「コトづくり」、「モノづくり」、「シゴトづくり」を中心とした様々なまちづくり施策を、プロジェクトとして展開していくと発表した。

【連携・協力の対象分野】

(1) 心のバリアフリーの意識の普及啓発
(2) 多様な人々が自然に混ざりあうまちづくりの推進
(3) 未来を担う子ども達を中心とした次の世代へ向けた、持続可能な地域づくりの推進
2020年、渋谷。超福祉の日常を体験しよう展
特定非営利活動法人ピープルデザイン研究所が従来の弱者救済を念頭に置く「福祉」ではなく、意識や心のバリアフリーをイノベーションすべく「超福祉」という視点を掲げ、2014年11月渋谷ヒカリエ「08/」（ハチ）にて、「2020年、渋谷。超福祉の日常を体験しよう展」を渋谷区と、KMD慶應義塾大学大学院メディアデザイン研究科と共催で開催。渋谷のポップカルチャーやデザインを起点に、テクノロジーのイノベーションをB to Cの文脈で展開。複数のメディアを始め多くの注目を集める。会場となった渋谷ヒカリエ8階の導入客数としては最多記録を樹立した。
展示は、最先端の車イスやパーソナルモビリティなど、渋谷の街を走ってみたくなる超福祉機器が並ぶ「ストリート・エリア」と、アートとテクノロジーが融合した義足のカスタマイズショップ、未来型のブックストア、体験できる超人スポーツショップなど、超福祉アイテムを展示する「ショップ・エリア」の２つのエリアに分けて展開した。
11月13日では同会場、14日では川崎市役所にてシンポジウムを開催。13日は、現役の慶応義塾大学の大学院生や卒業生による研究発表や、トヨタ自動車株式会社による講演、さらにオランダから来日したデルフト工科大学の教授で「MEDISIGN」を提唱しているリチャード・グーセンスやソニーコンピュータサイエンス研究所に在籍しながら競技用義肢の開発に携わる遠藤謙、宇宙兄弟をはじめ様々なヒット作の編集を担当する株式会社コルク代表取締役社長の佐渡島庸平などが登壇した。14日は、セグウェイ ジャパン株式会社の秋元大、認知症フレンドリージャパン・イニシアチブの岡田誠、そして渋谷に引き続き、オランダから来日したリチャード・グーセンスが登壇した。両日とも、これまでの福祉の枠を超えた方々がシンポジウムに集い、「超福祉」の可能性などについて語り合った。

## 参考メディア
- LOHAS SUNDAY（J-WAVE、2009年11月15日・2010年3月12日・2012年12月23日）
- 「ハンディを”可能性”に変えたスニーカー」『レクサス マガジン VOLUME 3』2009年11月発行、トヨタ自動車株式会社 レクサス国内営業部。
- 「Nextidevolution」『DESIGNNET』2010年1月号、DESIGNNET韓国。
- 「ハンディは可能性-意識のバリアを壊したい ピープル・デザイン提唱」『繊研新聞』2010年3月5日。
- 武田敏英「ピープル・デザイン 人の輪生む新市場」『日経MJ』2010年4月14日。
- TOSHIHIDE TAKEDA「Accessible fashion no oxymoron」『日経ウィークリー』2010年5月10日。
- 亀井肇「ピープル・デザイン（ぴーぷるでざいん）」『Yahoo辞書』2010年6月4日。
- 「シリーズ 24時間仕事バカ!の熱狂人生」『ゲーテ』2010年6月号、幻冬舎。
- 「社会と自分を幸せにする商品」『ソトコト』2011年1月号、木楽舎。
- 「関係を生むデザイン」『広告』2011年1月号、博報堂。
- NHK BS1 地球ドキュメントミッション「ファションの力でめざす 心のバリアフリー」2011年1月30日放送
- 「未来を見つめて！覚悟を持った社会貢献活動を」『繊研新聞』2011年4月15日。
- 「ボイス」『繊研新聞』2011年5月10日。
- 「産学連携商品を販売 丸井、ネクスタイド、モード学園、YKK 障害補う機能パンツ」『繊研新聞』2011年5月18日。
- 「4者が産学連携商品化 "ピープル・デザイン"を」『繊研ニュース』2011年5月18日。
- 「GREEN PEOPLE 『渋谷の街×ピープルデザイン！』」『ソトコト』2011年6月4日。
- JK RADIO TOKYO UNITED（J-WAVE、2011年10月7日）
- GOOD MORNING PORT CITY Sunday（FM PORT、2012年1月15日・22日）
- 「広がるピープルデザイン"ハンディは可能性"」『繊研新聞』2012年2月17日。
- 「『ピープルデザイン』で示す理想の渋谷」『ケンプラッツ』2012年5月19日、日経BP社。
- 「SHIBUYA 202X - 知られざる渋谷の過去・未来」2012年6月25日、日経BP社。
- 「ファッションが日本の福祉を変える　須藤シンジ（ネクスタイド・エヴォリューション代表）」2012年8月21日、SYNODOS JOURNAL。
- 「東北スクールプロジェクト」2012年7月31日、経済協力開発機構OECD 。
- 「街の移動、おしゃれに 乗り物や衣料の展示会 渋谷のNPO法人」2012年10月1日、日経MJ 。
- 「シブヤのミライを考える“ミクスチャー”イベント」『ケンプラッツ』2012年10月4日、日経BP社。
- NHK BS1「Tomorrow 〜3.11 その後に〜」2012年10月9日放送
- BLUE OCEAN（TOKYO FM、2012年11月12日）
- 「Shinji Sudo Interview」2012年11月2日、E MAGAZINE ISSUE0 2012AW。
- 「『都市』『まち』への視点　『電動車椅子が都市を行き交う近未来』」2012年11月10日、『日経アーキテクチュア』 2012年11月10日号、日経BP社 。
- 「心意気を表明する、コミュニケーションチャームってなんだ？」2012年11月15日、SHIPS MAG vol.7 。
- NHK BS1「地球テレビ エル・ムンド」2013年2月21日放送
- 北海道文化放送「石井ちゃんがゆく！」2013年3月21日放送
- TBS「王様のブランチ」2013年3月30日放送
- 「マイノリティがあたりまえに混ざり合う社会へ　〜ピープル・デザインという発想」2013年3月29日、Think Diary vol.63。
- 『MITSUBISI JISHO TOKYO DICTIONARY「ピープルデザイン」』（J-WAVE、 TOKYO MORNING RADIO 、2013年4月11日）
- BS11 「ウィークリーニュース ONZE『ひと・Person』」2013年5月12日放送。
- 「ファッションで『意識のバリアフリー』に挑む　ーピープルデザインという発想ー」『リハビリテーション・エンジニアリング vol.28』2013年8月1日、日本リハビリテーション工学協会誌。
- 「『ファッション』は障害を越える」『コトノネ vol.7』2013年8月22日、株式会社はたらくよろこびデザイン室。
- 「BREAKTHROUGH!『ピープルデザイン的映画づくり』」（J-WAVE、JAM THE WORLD、 2013年9月3日）
- 「みんなが混ざり合う社会を目指して -前編」『インタビューマガジンWAVE』2013年9月1日、岡村製作所 。
- 「みんなが混ざり合う社会を目指して -後編」『インタビューマガジンWAVE』2013年9月17日、岡村製作所 。
- 「新たなバリアフリー映画」2013年9月26日、『毎日新聞』。
- 「Creative Style」『CSVライフスタイルマガジン SHAREISM vol.6』2013年11月20日、三菱地所エコッツェリア協会。
- 土曜朝イチエンタ。堀尾正明+PLUS!（TBSラジオ、 2013年11月9日）
- The LIfestyle MUSEUM（TOKYO FM、 2013年11月22日）
- 「視覚障害者向け試み相次ぐ 健常者と交じり映画館へ」『日本経済新聞』2013年12月10日。
- 「未来をひらく NPOのアイデア集」『ソトコト』2014年3月号、木楽舎。
- WONDER VISION（J-WAVE、2014年3月16日）
- 『 意識をデザインする仕事「福祉の常識」を覆すピープルデザインが目指すもの』（2014年3月20日、阪急コミュニケーションズ）
- ON THE WAY ジャーナルWEEKEND「内館牧子のエコひいきな人々」（TOKYO FM、 2014年4月12日）
- 「福祉機器、クールに変身」『日本経済新聞』、2014年6月27日。
- 「障がい者参加 街づくりへ協定」『日本経済新聞』2014年7月16日。
- 「市とNPOが包括協定　障害者も自然に生活できる 多様性のまちづくりを」『東京新聞』2014年7月16日。
- 「多様性社会の実現へ　NPO法人 市と協定 映画、イベント通じ」『神奈川新聞』2014年7月16日。
- 「川崎市がNPO法人と包括協定 五輪へ多様性のある街づくり加速」『産経新聞』2014年7月16日。
- 「障害者参加の街づくり　川崎市、NPOと協定」『日経新聞』2014年7月16日。
- 「障害者参加の社会へ　市とNPO協定結ぶ」『朝日新聞』2014年7月16日。
- 「多様なまちづくり　市がNPOと連携」『読売新聞』2014年7月16日。
- 「川崎市とピープルデザインがまちづくりで包括協定」『ケンプラッツ』 2014年7月18日、日経BP社 。
- 「『奥原宿』障害者に優しく」『日本経済新聞』、2014年7月24日。
- TOKYO MORNING RADIO（J-WAVE、2014年8月14日）
- 「市とNPO 企画第1弾 試写会&トークショー  『心のバリアフリー』訴え」『東京新聞』、2014年8月24日。
- 「障害者運営の試写会イベント！心のバリアフリー目指して」『シネマトゥデイ』、2014年8月25日 。
- 「竹友あつき、映画の試写会イベントにて応援ソングを熱唱！」『Yahoo！ニュース』、2014年8月25日 。
- 「おしゃれにバリアフリー」『読売新聞』、2014年9月14日。
- TOKYO MORNING RADIO（J-WAVE、2014年9月18日）
- 「意識のバリアフリー目指すピープルデザイン　モノ作りからマチ作りへ」『繊研新聞』、2014年9月29日。
- 「障がいある人のファッションと福祉考える」『介護新聞』、2014年10月16日。
- 「障害者がJ1試合前に就労体験　市とNPO法人が共同企画」『東京新聞』、2014年10月23日。
- 「集客施設でおもてなし　障害者就労体験、市が支援」『神奈川新聞』、2014年10月25日。
- JAM THE WORLD（J-WAVE、2014年11月7日）
- J-WAVE SELECTION Super Welfare Tokyo !（J-WAVE、2014年11月9日）
- 「かっこいい福祉機器　東京・渋谷ヒカリエ」『朝日新聞デジタル』 2014年11月11日、朝日新聞社 。
- 「シブヤ発！未来の車いすなど集結」『日経BPネット』 2014年11月12日、日経BP社 。
- 「車椅子など50点　渋谷で今日から」『産經ニュース』 2014年11月12日、産經新聞社 。
- NHK「首都圏ネットワーク」2014年11月12日放送
- NHK「ニュースウオッチ9」2014年11月12日放送
- NHK「ニュース7」2014年11月12日放送
- NHKジャーナル（NHKラジオ第1放送、2014年11月12日）
- 「車椅子など50点　渋谷で今日から」『朝日新聞』、2014年11月12日。
- I.AM（J-WAVE、2014年11月12日）
- 「カッコイイ車いす　試乗も」『Yahoo!ニュース』 2014年11月13日、ヤフー社 。
- 「かっこいい福祉機器　東京・渋谷ヒカリエ」『朝日新聞デジタル』 2014年11月13日、朝日新聞社 。
- 「渋谷で”カッコいい福祉機器”の展示会がスタート」『Yahoo!ニュース』 2014年11月13日、ヤフー社 。
- 「ヒカリエで「超福祉」体験　カッコイイ車いす、試乗も　東京」『産経ニュース』 2014年11月13日、産經新聞社 。
- 「福祉機器の進化体験」『読売オンライン』 2014年11月13日、読売新聞社 。
- 「カッコイイ車いす　試乗も」『産経新聞』、2014年11月13日。
- 「福祉機器の進化体験」『読売新聞』、2014年11月13日。
- 「かっこいい福祉機器」『朝日新聞　夕刊』、2014年11月13日。
- TBS「はやチャン!」2014年11月13日放送
- 「「やばい」「かっこいい」福祉機器が目指すのは”意識のバリアフリー”「”超福祉”の日常を体験しよう展」に行ってきた」『Yahoo!ニュース』 2014年11月14日、ヤフー社 。
- 「未来の車いすを実体験！シブヤの超福祉展」『ケンプラッツ』 2014年11月14日、日経BP社 。
- 「未来の車いすを実体験！シブヤの超福祉展」『日経BPネット』 2014年11月15日、日経BP社 。
- WONDER VISION（J-WAVE、2014年11月16日）
- 関西テレビ「スーパーニュースアンカー」2014年12月5日放送
- NHK総合「視点・論点」2014年12月10日放送
- テレビ東京「ワールドビジネスサテライト」2014年12月16日放送
- 「介護ロボット最前線」『ロボコンマガジン』2015年1月号、オーム社。
- 「おしゃれに意思表示」『SANKEI EXPRESS』、2014年12月24日。
- 「指さし意思表示」『読売新聞』、2014年12月24日。
- 「障害者との意思伝達」『東京新聞』、2014年12月25日。
- 「困っている人助けます　外国人ら支援意思表示　川崎版チャーム販売」『神奈川新聞』、2014年12月28日。
- 「『手助けします』これが目印　川崎×SHIPS商品化」『朝日新聞』、2015年1月7日。
- 「「かっこいい福祉」で未来は変わる？NPO法人ピープルデザイン研究所代表理事・須藤シンジさんに聞く」『THE HUFFINGTON POST』 2015年1月14日、THE HUFFINGTON POST 。
- 「心のバリアフリーを」『東京新聞』、2015年3月3日。
- 「パラリンピアン さっそうと登場」『産経新聞』、2015年3月19日。